# 長谷川育美
長谷川 育美（はせがわ いくみ、5月31日 - ）は、日本の女性声優。ラクーンドッグ所属。

## 経歴
2年制の専門学校に在学中、並行してプロ・フィット養成所に通い、プロ・フィット声優養成所を卒業。
2018年4月10日、プロ・フィットの預かり所属から準所属に昇格したことが発表された。2021年4月、事務所より正所属に昇格を発表。
2021年、初めてのメインヒロイン役で『86-エイティシックス-』のヴラディレーナ・ミリーゼ、ヒロインの一人として『弱キャラ友崎くん』の七海みなみなどに選ばれる。また、初めてアニメ作品ラジオ「86-エイティシックス-」サンマグノリア共和国第85.5区情報局でパーソナリティを担当する。
2022年4月1日付で所属していたプロ・フィットが同年3月末を以てマネジメント事業を終了したことに伴い、ラクーンドッグへ移籍。
2024年3月、出演していた『ぼっち・ざ・ろっく！』内のバンド（声優ユニット）、『結束バンド』の活躍が認められ、第18回 声優アワードにて歌唱賞を受賞した。

## 人物
趣味は一人カラオケ、長風呂。特技は、歌うこと、Y字バランス。日本漢字能力検定準2級を所持している。
2017年には、憧れの声優に入野自由と沢城みゆきを挙げている。　
声優に興味を持ったきっかけは、中学1年生の時にハマったテニス漫画だという。その後、本人いわく「勉強嫌いだったんです（笑）。高校3年生で進路を考えるときに「もう勉強したくないなあ」と思って、なんとなく思っていた声優になる道に進んでみようかな」と声優を目指したといい、そこからの決意が固かったため頑固だと担任に言われたという。中学時代は卓球部に所属していた。

## 出演
太字はメインキャラクター。

### テレビアニメ
2016年
- orange（女子生徒）
- 刀剣乱舞-花丸-（町娘）
- マジきゅんっ!ルネッサンス（女子生徒）
- アイカツスターズ!（2016年 - 2018年、元子、ヨハンナ、ファン） - 2シリーズ

2017年
- テイルズ オブ ゼスティリア ザ クロス（ミン）
- 遊☆戯☆王VRAINS（プログラマー、女の子、オペレーター、華 他）
- 時間の支配者（機内アナウンス）
- ドリフェス!R（ファン）
- キノの旅 -the Beautiful World- the Animated Series（子供B）
- クラシカロイド（女、女性レポーター）
- アニメガタリズ（演劇部部長）
- アイドルマスター SideM（女子）
- お見合い相手は教え子、強気な、問題児。（高宮宗一郎〈子供〉）
- DYNAMIC CHORD（圏外アナウンス）

2018年
- BEATLESS（女子B）
- citrus（キャスター）
- 多田くんは恋をしない（カップル、店員）
- PERSONA5 the Animation（チャラそうな女）
- 七星のスバル（桃井）
- アイカツフレンズ!（2018年 - 2019年、女子高生、びゃくや） - 2シリーズ
- ハッピーシュガーライフ（但馬みとり）
- はたらく細胞（造血幹細胞3）
- ちおちゃんの通学路（能條冬実〈七本槍〉）
- 抱かれたい男1位に脅されています。（志村真希）
- ゴブリンスレイヤー（2018年 - 2023年、女森人 / 侍女） - 2シリーズ
- 色づく世界の明日から（朝川砂波）
- やがて君になる（女性スタッフ）

2019年
- サークレット・プリンセス（黒獅子の先輩）
- ドメスティックな彼女（叶恵、コーヒーショップの女性客）
- 私に天使が舞い降りた!（お姉さん、警察官、クラスメイト）
- 同居人はひざ、時々、頭のうえ。（担任の先生、大翔〈小学生〉）
- ぼくたちは勉強ができない（かなの姉） - 2シリーズ
- Re:ステージ! ドリームデイズ♪（女子生徒、生徒会庶務、稀星学園本校アイドル部員）
- とある科学の一方通行（ブリーダー、秘書、オペレーター、女生徒、女性秘書）
- ギヴン（女子高生）
- ヴィンランド・サガ（アンの兄弟）
- Fairy gone フェアリーゴーン（ブランの愛人）
- 慎重勇者〜この勇者が俺TUEEEくせに慎重すぎる〜（キオルネ、女神像）
- ノー・ガンズ・ライフ（コルトの妹）
- 神田川JET GIRLS（客）

2020年
- 推しが武道館いってくれたら死ぬ（松山空音）
- ランウェイで笑って（モデル、モデルB、スタッフA、矢島亜由美、モデルA 他）
- A3!（通行人）
- アイカツオンパレード!（ファン）
- 異種族レビュアーズ（エルシャ）
- 群れなせ!シートン学園（星野ハナ）
- 新サクラ大戦 the Animation（世話役の女性）
- 白猫プロジェクト ZERO CHRONICLE（村人D）
- 富豪刑事 Balance:UNLIMITED（店員、TVアナウンサー、子供）
- シャドウバース（進藤ニイ、進藤ナナ）
- ハクション大魔王2020（アイドル）
- ド級編隊エグゼロス（少年）
- ミュークルドリーミー（山吹華鈴）
- うまよん（ミホノブルボン）
- いわかける! - Sport Climbing Girls -（運動部部長）
- 憂国のモリアーティ（2020年 - 2021年、少女、令嬢A、女性、少年、子供） - 2シリーズ
- GREAT PRETENDER（キャバ嬢）

2021年
- 弱キャラ友崎くん（2021年 - 2024年、七海みなみ） - 2シリーズ
- 蜘蛛ですが、なにか?（外岡久美子、瀬川柊子）
- ウマ娘 プリティーダービー（2021年 - 2023年、ミホノブルボン） - 2シリーズ
- ふしぎ駄菓子屋 銭天堂（小柴琴音）
- 86-エイティシックス-（2021年 - 2022年、ヴラディレーナ・ミリーゼ） - 2シリーズ
- バクテン!!（男の子）
- ドラゴン、家を買う。（セルキー）
- フルーツバスケット（草摩はとり〈幼少期〉）
- 現実主義勇者の王国再建記（2021年 - 2022年、アイーシャ・ウドガルド） - 2シリーズ
- NIGHT HEAD 2041（大沢良美）
- ブルーピリオド（白井）

2022年
- 失格紋の最強賢者（受付嬢）
- 永遠の831（篠原）
- デリシャスパーティ♡プリキュア（2022年 - 2023年、玉木わかな、山倉もえ、レシピッピ）
- CUE!（比嘉清瀬）
- 恋は世界征服のあとで（禍原デス美〈死神王女〉）
- アオアシ（椎名七波）
- くノ一ツバキの胸の内（シオン）
- 乙女ゲー世界はモブに厳しい世界です（ジェナ）
- ヒーラー・ガール（妊婦）
- 社畜さんは幼女幽霊に癒されたい。（志乃）
- 境界戦機（北米軍兵士）
- 継母の連れ子が元カノだった（南暁月）
- カードファイト!! ヴァンガード will+Dress（2022年 - 2024年、霧島ヒロキ） - 2シリーズ
- よふかしのうた（アズサ）
- ダンジョンに出会いを求めるのは間違っているだろうか シリーズ（2022年 - 2025年、冒険者、ヘイズ・ベルベット） - 2シリーズ
- 後宮の烏（宮女A）
- ぼっち・ざ・ろっく！（2022年 - 、喜多郁代） - 2シリーズ
- クールドジ男子（2022年 - 2023年、ナレーション）
- うちの師匠はしっぽがない（小糸）

2023年
- あやかしトライアングル（店員）
- とんでもスキルで異世界放浪メシ（受付嬢）
- TRIGUN STAMPEDE（リヴィオ〈幼少期〉）
- 陰の実力者になりたくて!（ラムダ） - 2シリーズ
- Buddy Daddies（泉かりん）
- 犬になったら好きな人に拾われた。（女子生徒）
- もういっぽん!（野木坂琴子）
- 人間不信の冒険者たちが世界を救うようです（トパーズ）
- ワールドダイスター（静香）
- デッドマウント・デスプレイ（一ノ瀬古瑠斗） - 2シリーズ
- マッシュル-MASHLE-（ローレン・キャバス）
- おとなりに銀河（結菜）
- 機動戦士ガンダム 水星の魔女（グエル〈幼少期〉）
- Fate/strange Fake -Whispers of Dawn-（時計塔職員）
- ホリミヤ -piece-（女子生徒A）
- EDENS ZERO（リラ）
- お嬢と番犬くん（里中、先生）
- 私の推しは悪役令嬢。（レーネ＝オルソー）
- オーバーテイク!（佐藤）
- 新しい上司はど天然（幼少金城）
- ティアムーン帝国物語〜断頭台から始まる、姫の転生逆転ストーリー〜（モニカ）
- アンデッドアンラック（2023年 - 2024年、ラトラ）

2024年
- ループ7回目の悪役令嬢は、元敵国で自由気ままな花嫁生活を満喫する（リーシェ・イルムガルド・ヴェルツナー）
- 望まぬ不死の冒険者（シェイラ・イバルス）
- 月が導く異世界道中 第二幕（ラナ）
- 異修羅（ピケ）
- 葬送のフリーレン（ユーベル）
- 悪役令嬢レベル99 〜私は裏ボスですが魔王ではありません〜（リタ）
- ダンジョン飯（キキ）
- WIND BREAKER（2024年 - 2025年、橘ことは） - 2シリーズ
- Lv2からチートだった元勇者候補のまったり異世界ライフ（クイン）
- 声優ラジオのウラオモテ（桜並木乙女）
- 真夜中ぱんチ（真咲）
- 時々ボソッとロシア語でデレる隣のアーリャさん（2024年 - 2026年、谷山沙也加） - 2シリーズ
- 2.5次元の誘惑（エリ）
- FAIRY TAIL 100年クエスト（ラーケイド）
- 先輩はおとこのこ（お隣さん）
- 【推しの子】（片寄ゆら）
- ネガポジアングラー（音声ガイダンス）
- 鴨乃橋ロンの禁断推理（ミア・コスタ）

2025年
- どうせ、恋してしまうんだ。（秋山）
- ボールパークでつかまえて!（アオナ）
- ヴィジランテ-僕のヒーローアカデミア ILLEGALS-（ポップ☆ステップ）
- 日々は過ぎれど飯うまし（ひより）
- ウィッチウォッチ（告白女子）
- 公女殿下の家庭教師（リディヤ・リンスター）
- Dr.STONE SCIENCE FUTURE（スタンリー〈幼少期〉）
- 桃源暗鬼（血の巨人）
- 千歳くんはラムネ瓶のなか（七瀬悠月）
- 対ありでした。 〜お嬢さまは格闘ゲームなんてしない〜（深月綾）
- グノーシア（セツ）
- 信じていた仲間達にダンジョン奥地で殺されかけたがギフト『無限ガチャ』でレベル9999の仲間達を手に入れて元パーティーメンバーと世界に復讐&『ざまぁ!』します!（メイ）
- ちゃんと吸えない吸血鬼ちゃん（楠木美紗）

2026年
- クラスで2番目に可愛い女の子と友だちになった（新田新奈）

### 劇場アニメ
2018年
- 詩季織々「上海恋」（シャオユ）

2021年
- プリンセス・プリンシパル Crown Handler 第1章（貴婦人）
- 劇場版 少女☆歌劇 レヴュースタァライト
- 竜とそばかすの姫
- サイダーのように言葉が湧き上がる
- アイの歌声を聴かせて（女子生徒）
- 劇場版 ソードアート・オンライン -プログレッシブ- 星なき夜のアリア

2022年
- 映画 バクテン!!（りく、築館母）
- 映画 デリシャスパーティ♡プリキュア 夢みる♡お子さまランチ!（お子さまランチのレシピッピ）

2024年
- 劇場総集編ぼっち・ざ・ろっく！ Re:（喜多郁代）
- 劇場総集編ぼっち・ざ・ろっく！ Re:Re:（喜多郁代）
- がんばっていきまっしょい（2024年、井本真優美）

### OVA
- ウマ娘 プリティーダービー BNWの誓い（2018年、ミホノブルボン）
- Re:ゼロから始める異世界生活 氷結の絆（2019年、母親）
- 転生したらスライムだった件（2020年、オロイ） - 漫画版第15巻OAD付き限定版
- ストライク・ザ・ブラッド FINAL（2022年、荒島早海）

### Webアニメ
- 丸美屋「釜めしの素」 アニメーション（2018年、菜々子[57]）
- フリマアプリ「ラクマ」プロモーション用アニメーション動画（2018年[58][59]）
- アイドリッシュセブン Vibrato（2019年、女性アナウンサー、TVCM、女性客A）
- ハレルヤ -運命の選択-（2020年、紅蓮[60]）
- 法政大学 声優研究会アニメーション 短ペン集（2021年）[61]
- 幼女社長R（2023年、武堂吉音[62]）
- 伊藤潤二『マニアック』（2023年、チハル[63]）
- 転生したらスライムだった件 コリウスの夢（2023年、ジョーヌ[64]）
- りんとらわーるど（2025年、レジスタンスの少女[65]）

### ゲーム
2017年
- VBX（天上院朱莉）
- WAR OF BRAINS（正義の姉妹 ケイ＆ミイ、希望の小枝 プルン、機操医 モモ 他）
- エアリアルレジェンズ（ガータ、シェン・メイ、ランスロット、ドロシー）
- 幻獣契約クリプトラクト（シェリダ、ミラリエ、シャーロン）
- 天華百剣 -斬-（明石国行）
- 麻雀 闘牌コロシアム（サキ）

2018年
- 太極パンダ3 -DRAGON HUNTER-（メルフェス）
- 城姫クエスト（鶴ヶ岡城、浪岡城）
- オルターレコードアジャストメント（ガラハッド）
- 白猫テニス（エンマ・ミデン）
- P.E.T.S.アカデミア（星野鈴）
- 征戦！エクスカリバー（ネヴァン）
- 武器よさらば（クウォン）
- ラスト・エリュシオン（アトランタ、エディック）
- 編隊少女 改 -フォーメーションガールズ-（ヴィオラ・ヴィクトリア）
- 政剣マニフェスティア（マリアン・オオヒラ、マーゴ・イブカ、イザベル・コバヤシ）
- 一零プロジェクト（ベラ）

2019年
- League of Angels II（フィリス）
- メイプルストーリー2（レンジャー〈女〉）
- Ninja Girl and the Mysterious Army of Urban Legend Monsters! 〜 Hunt of the Headless Horseman.〜（服部霧）
- 不思議の幻想郷 -ロータスラビリンス-（博麗靈夢〈PC-98Ver〉）
- CODE VEIN（女性声タイプ3）

2020年
- 荒野のコトブキ飛行隊 大空のテイクオフガールズ！（ドレミ）
- アズールレーン（2020年 - 2024年、カサブランカ、ストラスブール）
- 逆転オセロニア（イーリス）
- オランピアソワレ
- かんぱに☆ガールズ（シャノン・ノークス）
- ブラウンダスト（ローゼンガルト）
- モンスターストライク（2020年 - 2025年、クトゥグア、紅蓮、クラウ・ソラス、喜多郁代）
- OCTOPATH TRAVELER 大陸の覇者（サーリア、ラモーナ）

2021年
- ブルーアーカイブ -Blue Archive-（2021年 - 2025年、一之瀬アスナ）
- ウマ娘 プリティーダービー（2021年 - 2024年、ミホノブルボン）
- リネージュ2M（エイルナ）
- PARQUET（三吉愛花）
- 東方ダンマクカグラ（上白沢慧音）
- 月姫 -A piece of blue glass moon-（アルクェイド・ブリュンスタッド、ネコアルク、エコアルク）
- タイムディフェンダーズ（ビヨン）
- LOST JUDGMENT 裁かれざる記憶（法月百合絵）
- MELTY BLOOD: TYPE LUMINA（2021年 - 2022年、アルクェイド・ブリュンスタッド / 暴走アルクェイド、ネコアルク）
- 鬼滅の刃 ヒノカミ血風譚
- アナザーエデン 時空を超える猫（黒衣の刀使い）

2022年
- ヴェルヴェットコード（霧島、レキシントン (CV-16)）
- Shadowverse（2022年 - 2023年、ミホノブルボン、デモンズグリード・パラセリゼ、ウィップネクロマンサー、エレナ 他）
- プロジェクトセカイ カラフルステージ! feat. 初音ミク（2022年 - 2024年、長谷川里帆）
- OPUS 星歌の響き -Full Bloom Edition-（エイダ）
- 燐光のレムリア 星空の絆（桐花、ラック、ナーリン）
- きららファンタジア（小野坂さおり、喜多郁代）
- エターナルツリー（オリヴィア）
- アリスフィクション（ナイチンゲール）
- Fate/Grand Order（2022年 - 2025年、アーキタイプ：アース / アルクェイド・ブリュンスタッド / ファンタズムーン、ネコアルク）
- 天空のアムネジア（オーディン）
- Epic Seven-エピックセブン-（ae-WINTER）
- クローバーシアター（寒月）
- NARAKA: BLADEPOINT（沈妙）
- LACKGIRL I - “Astra inclinant, sed non obligant.”（統）

2023年
- ファイアーエムブレム エンゲージ（シトリニカ、ミタン）
- メメントモリ（ソフィア）
- World II World（エルメ）
- OCTOPATH TRAVELER II
- 陰の実力者になりたくて！マスターオブガーデン（ラムダ）
- プリンセスコネクト！Re:Dive（2023年 - 2024年、クローチェ / 九郎千恵）
- Echocalypse -緋紅の神約-（イフリート）
- 勝利の女神:NIKKE（ロザンナ）
- ストリートファイター6（市民）
- りっく☆じあ〜す（ミラーナ、寺内花怜、秋田紬葵）
- ファイアーエムブレム ヒーローズ（イサドラ、シトリニカ）
- メイプルストーリー（カーリー〈女〉）
- ワールドダイスター 夢のステラリウム（静香）
- ネバーアフター〜逆転メルヘン〜（眠り姫・リリアン）
- ブラック★ロックシューター FRAGMENT（レーナ）
- Sdorica（アデル）
- GINKA（ギンカ）
- ドールズフロントライン（SCAR-L、エルマ）
- グランドチェイス-次元の追跡者-（メイデン）
- デュエル・マスターズ プレイス（Q.E.D.）
- 転生したらスライムだった件 魔王と竜の建国譚（ジョーヌ）
- 共闘ことばRPG コトダマン（2023年 - 2024年、ウイリース、オーランシェ、喜多郁代、ユーベル）

2024年
- レスレリアーナのアトリエ 〜忘れられた錬金術と極夜の解放者〜（ユナ・ヴァイツ）
- 悠々西遊（女人国女王）
- クイズRPG 魔法使いと黒猫のウィズ（灼紗ミメイ）
- ユニコーンオーバーロード（オクリース）
- マブラヴ：ディメンションズ（ヴラディレーナ・ミリーゼ）
- Library of Ruina（アンジェラ）
- 不思議の幻想郷 -FORESIGHT-（瑰麗の巫女）
- ウィッチ・アンド・リリィズ（グレース）
- 放置少女〜百花繚乱の萌姫たち〜（星嵐）
- エバーソウル（クレール）
- グランブルーファンタジー（アミ）
- 無期迷途（ビアンカ）
- ミストニアの翅望 -The Lost Delight-（リリー＝バーンスタイン）
- リルヤとナツカの純白な嘘（鷹野晶）
- みんなで早押しクイズ（雪ノ宮フユナ）
- De:Lithe Last Memories（魚州セツナ）
- 護縁（ホンビ）
- THE CHASER（ニゲラ）
- フェスティバトル / フェスバ+（2024年 - 2025年、エンマ）
- 時々ボソッとロシア語でデレる隣のアーリャさん パズルパーティー！（谷山沙也加）
- リバースブルー×リバースエンド（アズライト）
- 英雄伝説 界の軌跡 -Farewell, O Zemuria-（ウルリカ）
- カルドアンシェル（RiTa / リタ・バーク）
- 八剱伝 Switch版（佐倉志乃）
- ロマンシング サガ2 リベンジオブザセブン（フロスティ）
- パニシング:グレイレイヴン（ブリギット・輝炎）
- 電気街の喫茶店（シロ）
- 魔女のふろーらいふ（芝原伊吹）
- FANTASIAN Neo Dimension（シャルル）
- ホーリーアンデッド 〜非モテでぼっちの死霊術士が、聖女に転生してお友達を増やします〜（ユリィシア・アルベルト）

2025年
- 妖怪ウォッチ ぷにぷに（米良獅子乃）
- ヴァルキリーコネクト（リィベル）
- 鳴潮（シャコンヌ）
- ASURAJANG（ウェイ）
- 鈴蘭の剣：この平和な世界のために（ルヴァタ）
- 星落：深淵のエルピス（リヨン）
- ファンタジーライフi グルグルの竜と時を盗む少女（カーラ）
- 食魂徒 〜百花妖乱〜（少女）
- グランドサマナーズ（ユーベル）
- シルバー・アンド・ブラッド（レッサ・アンボリア）
- ゼンレスゾーンゼロ（浮波柚葉）
- ポケモンマスターズ EX（ゼイユ）

### ドラマCD
2010年代
- さよなら恋人、またきて友だち（2016年）
- きこえる？（2016年、友絵）
- 告られ6選 〜今からあなたに告白します〜（2018年、川村有理紗、早見伊吹）
- ただれた恋にはいたしません!（2019年、じゅんぺー）

2020年
- ダブル・スタンダード（ここあ）
- みだらな猫は爪を隠す（洋菓子店の店員）
  - みだらな猫は甘く啼く（2021年、洋菓子店の店員）
  - みだらな猫は吐息にとろける（2022年、洋菓子店の店員）

- 弱キャラ友崎くん（七海みなみ） - 文庫第8.5巻ドラマCD付特装版
- ダブルフェイスには敵わない（安藤の妹 他）
- 恋するヒプノティックセラピー（客1）
- ララの結婚 2・3（ララ）
- 不実で不毛な恋の咬み痕（田中莉央）

2021年
- スモーキーネクター（みつる〈幼少期〉）
  - スモーキーネクター Renew（2023年、みつる〈幼少期〉）

2024年
- バッドエンド目前のヒロインに転生した私、今世では恋愛するつもりがチートな兄が離してくれません!?（テレーゼ・リドル）
  - バッドエンド目前のヒロインに転生した私、今世では恋愛するつもりがチートな兄が離してくれません!? ドラマCD2（2025年、テレーゼ・リドル）

- 本好きの下剋上 ハンネローレの貴族院五年生（リーゼレータ）

### オーディオドラマ
- イエスタデイをうたって（2020年）[214]
- 啓発ボイスドラマ「奇怪仕掛けのマキナ」（2022年、鏡萌子 / マキナ[215][216]）
- 芙蓉友奈は語部となる（2023年、参拝客、女子バスケ部員[217]、二宮さん）
- 想い、冬空メルト。（2023年、玉置実紅）
- ホーリーアンデッド1 〜非モテでぼっちの死霊術士が、聖女に転生してお友達を増やします〜（2023年、ユリィシア[218]）
- 汝、星のごとく（2024年、井上暁海[219]）

### ASMR
- Cafe「Sereno」〜健気ときどきドジな、マジシャン店員と。〜（2022年）[220]
- こどものままでもママになりたい！〜ツンデレ小学生ママの息子力体当たりチェック♪湯けむり旅情編 鞘ASMR〜（2022年、鞘[221]）
- 彼女が先輩にNTRれたので、先輩の彼女をNTRます（2022年、桜島燈子[222]）
- 超純情！天使三姉妹 三女.朝比奈凛藤（2022年、朝比奈凛藤[223]）
- ASMRあなたとの思い出〜癒し系おっとり義妹と甘々な時間〜（2023年、水瀬晶[224]）
- ドジカワ後輩のおもてなしキャンプ（2023年、宿海のん[225]）
- 負けヒロインの白ギャルちゃん〜頼りになる後輩くんと二人だけの秘密〜（2023年、岬[226]）
- ASMRカノジョとの思い出〜恋慕う少女と甘々リラックス〜（2024年、天宮愛奈[227][228]）
- 彼女にたっぷり癒され愛され温泉旅行〜好きすぎるこの気持ち伝わってる？〜（2025年、ふゆ[229]）
- 暗殺少女の癒やし〜貴方に夢中な狂想リフレイン〜（2025年、メイ・アスカ / 飛鳥鳴[230]）
- あなたにエール！ 冬城エリカ 〜温泉でゆっくり癒し、かまくらで料理を食べて英気を養ってほしいです〜（2025年、冬城エリカ[231]）
- あなたを慕う二重人格の少女 『やがて散りゆく鏡の花へ』ASMR水月さとり編（2025年、水月さとり[232]）

### デジタルコミック
- 花野井くんと恋の病（2020年、ほたるの姉、女子生徒[233][234]）
- リリィ・リリィ・ラ・ラ・ランド（2022年、九宮晴香[235]）
- 世界のおわりのペンフレンド（2022年、かすみ[236]）
- 君の背後は僕の場所（2022年、朝宮の友達[237]）
- 婚約破棄のその先に 〜捨てられ令嬢、王子様に溺愛（演技）される〜（2023年、エステル[238][239]）

### 吹き替え
- アイズ・オン・ユー（エイミー〈オータム・ベスト〉）
- 百万長者と結婚する方法（電話の女性[240]） - N.E.M版
- ビッグショット!（オリーブ）
- タイニー・トゥーンズのハチャメチャ学園（2024年、バブス・バニー[241]）

### ラジオ
※はインターネット配信。
- ラジオドラマ甲子園（レインボータウンFM）
- 長谷川育美・佐伯伊織のGO FIGHT WIN♪（2020年 - 2021年、ニコニコ動画シーサイドチャンネル※）[242]
- 市ノ瀬加那と長谷川育美の「ふたラジ!!」（2020年、超!A&G+※）[243]
- 第85.5区情報局（2021年 - 2022年、YouTube※・ニコニコチャンネル※）[244]
- 長谷川育美・川井田夏海のなんにもしたくありません（2021年 - 、YouTube※・OPENREC.tv※）[245]
- 恋せかラジオ〜ラジオはテレビアニメのあとで〜（2022年、YouTube※、ニコニコチャンネル※）[246]
- ぼっち・ざ・らじお！（2022年 - 、音泉※・YouTube※）交代制パーソナリティ
- ワールドダイスターRADIO☆わらじ（2022年 - 2024年、超！A&G+※・BS11公式YouTubeチャンネル※）[247]
- 魔女のふろーらじお（2023年 - 、HiBiKi Radio Station※、Twitter(X)スペース※・YouTube※）[248]
- MAYOPAN STREAM（2024年、音泉※・YouTube※）[249]
- 長谷川育美 公式ラジオ（決）（2024年、AuDee※）[250]
- ヴィジラジオ-ILLEGALS Wave-（2025年、音泉※）[251]

### PV
- ハツコイ・リセット Special PV（2020年、杏子の母[252]）
- また殺されてしまったのですね、探偵様（2022年、リリテア[253]）
- 婚約破棄のその先に 〜捨てられ令嬢、王子様に溺愛（演技）される〜（2023年、エステル[254]）
- 何も知らないけど、キミが好き。（2023年、翠[255][256]）
- 追放者食堂へようこそ！ 〜最強パーティーを追放された料理人（Lv.99）は、田舎で念願の冒険者食堂を開きます！〜（2023年）
- 君と笑顔が見たいだけ（2024年、中屋敷結羅[257]）
- 食虫植物【わたしのすべてがあの子ならいいのに】（2024年、ナレーション[258]）
- カバー ホロアース アニメーションPV「さあ、あなたのもうひとつのセカイへ」（2025年、主人公[259][260]）
- バンダイ LINK TRAVELERS-リンクトラベラーズ- 〜機械に支配された世界編〜（2025年、レジスタンスの少女[261]）
  - LINK TRAVELERS-リンクトラベラーズ- 〜大海原の大決戦！編〜（2025年、レジスタンスの少女[262]）

### テレビ番組
※はインターネット配信。
- 石見舞菜香・長谷川育美のふたりば（2025年、BS11+※）[263]

### 映像商品
- 結束バンドLIVE-恒星-（2023年）[264]

### 朗読劇
- 電撃文庫30周年記念 READPIA READING STAGE『86-エイティシックス-』（2023年10月1日、ところざわサクラタウン ジャパンパビリオンホールA） - ヴラディレーナ・ミリーゼ 役[265]
- 声優×東洋大学 夏目漱石『こころ』講義つき読み聞かせ会（2024年3月2日、東京ウィメンズプラザ）[266]
- わらじ presents ワールドダイスター朗読劇（2024年8月25日、東京証券会館）[267]
- 朗読劇 SETO Reading Vol.1『お探し物は図書室まで』（2025年3月15日、瀬戸蔵 つばきホール）[268]

### その他コンテンツ
- 体験型ホラー謎解きゲーム『さんかく窓の外側は夜』（2017年、加藤里佳子[269]）
- 書籍『中学3年間の英語が中2病フレーズなら1週間で学べるなんてわたしは信じない』（2020年、ダウンロード音声）
- ヒロインレースはもうやめませんか？ 〜告白禁止条約〜【電撃文庫朗読してみた】（2020年、朗読[270]）
- 時間泥棒ちゃんはドキドキさせたい 俺の夏休みをかけた恋愛心理戦【電撃文庫朗読してみた】（2020年、朗読[270]）
- 隣のクーデレラを甘やかしたら、ウチの合鍵を渡すことになった【電撃文庫朗読してみた】（2020年、朗読[270]）
- 俺のプロデュースしたエルフアイドルが可愛すぎて異世界が救われるレベル【電撃文庫朗読してみた】（2020年、朗読[270]）
- 天月-あまつき- Winter Tour2021-2022「Star Trail〜夢で見た景色〜」演出（2021年）[271]
- 『また殺されてしまったのですね、探偵様 2』ダイイング・メッセージの謎（2022年、リリテア） ※小説第2巻アニメイト限定特典
- 神奈川県 かなかなかぞく（2022年、ママ[272]）
- ドラゴンクエストタクト動画 スカウトマン・モナン（2022年、シャドー、ゴースト 他[273]）
- 電撃G'sマガジン×電撃文庫共同プロデュース作品「こどものままでもママになりたい！」（2022年、鞘[274]）
  - こどものままでもママになりたい！イチバンの家族（2023年、鞘[275]）
- 日本中央競馬会ブランドCM「今日、私の物語が走ります。」（2023年、厩務員[276])
- 『婚約破棄のその先に 〜捨てられ令嬢、王子様に溺愛（演技）される〜』挿しボイス（2023年、エステル[277]） ※小説初回特典
- 魔女のふろーらいふプロジェクト（2023年、芝原伊吹[278]）
- TVアニメ『ループ7回目の悪役令嬢は、元敵国で自由気ままな花嫁生活を満喫する』原作小説朗読（2023年）[279]
- ハンドレットノート（2024年、白洲ノエル[280]）
- まろに☆えーる（2024年、穂高つむぎ[281]）
- ゲーム「放置少女〜百花繚乱の萌姫たち〜」TVCM「星嵐が、放置少女に、やってきた！」篇（2024年、星嵐[282]）
- スマスロ 賞金首エンジェル（2024年、ローズ・クオーツ[283]）
- リアル脱出ゲーム×ウマ娘 プリティーダービー「つぎつぎと起こる不幸からの脱出」（2025年、ミホノブルボン[284]）
- MFブックス『忘れられ令嬢は気ままに暮らしたい』TVCM（2025年、フェリシア[285]）

## ディスコグラフィ

### キャラクターソング
| 発売日         | 商品名 | 歌 | 楽曲 | 備考 |
| -------------- | --- | --- | --- | --- |
| 2020年1月22日  | Clover wish                                                                                                | ChamJam | 「Clover wish」 | テレビアニメ『推しが武道館いってくれたら死ぬ』オープニングテーマ                                                |
| 2020年2月12日  | ずっと ChamJam                                                                                             | ChamJam | 「ずっと ChamJam」 「ほっと♡サマーホリデー」 「Fall in Love」 | テレビアニメ『推しが武道館いってくれたら死ぬ』挿入歌                                                            |
| 2020年4月1日   | 推しが武道館いってくれたら死ぬ オリジナルサウンドトラック                                                  | ChamJam | 「私たちが武道館にいったら」 | テレビアニメ『推しが武道館いってくれたら死ぬ』挿入歌                                                            |
| 2021年3月31日  | ウマ娘 プリティーダービー ANIMATION DERBY Season 2 vol.3 Original Sound Track                              | ミホノブルボン（長谷川育美）、セイウンスカイ（鬼頭明里）、アグネスタキオン（上坂すみれ）、テイエムオペラオー（徳井青空）、エアシャカール（津田美波）、ゴールドシップ（上田瞳）、ナリタタイシン（渡部恵子） | 「Enjoy and Join」 | OVA『ウマ娘 プリティーダービー』エンディングテーマ                                                              |
| 2021年3月31日  | ウマ娘 プリティーダービー ANIMATION DERBY Season 2 vol.3 Original Sound Track                              | スペシャルウィーク（和氣あず未）、サイレンススズカ（高野麻里佳）、トウカイテイオー（Machico）、ウオッカ（大橋彩香）、ダイワスカーレット（木村千咲）、ゴールドシップ（上田瞳）、メジロマックイーン（大西沙織）、シンボリルドルフ（田所あずさ）、ナイスネイチャ（前田佳織里）、ツインターボ（花井美春）、イクノディクタス（田澤茉純）、マチカネタンホイザ（遠野ひかる）、メジロパーマー（のぐちゆり）、ダイタクヘリオス（山根綺）、ミホノブルボン（長谷川育美）、ライスシャワー（石見舞菜香）、ビワハヤヒデ（近藤唯）、ナリタタイシン（渡部恵子）、ウイニングチケット （渡部優衣）、キタサンブラック（矢野妃菜喜）、サトノダイヤモンド（立花日菜）、マルゼンスキー（Lynn）、マヤノトップガン（星谷美緒）、ヒシアケボノ（松嵜麗）、エアグルーヴ（青木瑠璃子）、マチカネフクキタル（新田ひより）、メイショウドトウ（和多田美咲）、セイウンスカイ（鬼頭明里）、グラスワンダー（前田玲奈）、エルコンドルパサー（髙橋ミナミ）、サクラバクシンオー（三澤紗千香）、メジロライアン（土師亜文）、メジロドーベル（久保田ひかり）、ナリタブライアン（衣川里佳） | 「うまぴょい伝説 (TV Size)」 | テレビアニメ『ウマ娘 プリティーダービー Season 2』エンディングテーマ                                            |
| 2021年5月8日   | 弱キャラ友崎くん BD・DVD第3巻特典CD                                                                        | 七海みなみ（長谷川育美） | 「STAND BY みー！」 | テレビアニメ『弱キャラ友崎くん』関連曲                                                                          |
| 2021年5月8日   | 弱キャラ友崎くん BD・DVD第3巻特典CD                                                                        | 七海みなみ（長谷川育美） | 「あやふわアスタリスク」 | テレビアニメ『弱キャラ友崎くん』エンディングテーマ                                                              |
| 2021年6月16日  | うまよん ミニアルバム                                                                                      | サイレンススズカ（高野麻里佳）、スマートファルコン（大和田仁美）、ミホノブルボン（長谷川育美）、マルゼンスキー（Lynn）、アイネスフウジン（嶺内ともみ） | 「逃げ切りっ！Fallin' Love」 | テレビアニメ『うまよん』主題歌                                                                                  |
| 2021年8月4日   | 弱キャラ友崎くん BD・DVD第6巻特典CD                                                                        | 日南葵（金元寿子）、七海みなみ（長谷川育美）、菊池風香（茅野愛衣）、夏林花火（前川涼子）、泉優鈴（稗田寧々） | 「カラフルエンドエピローグ」 | テレビアニメ『弱キャラ友崎くん』関連曲                                                                          |
| 2021年9月22日  | ウマ娘 プリティーダービー WINNING LIVE 02                                                                  | ダイワスカーレット（木村千咲）、グラスワンダー（前田玲奈）、テイエムオペラオー（徳井青空）、ナリタブライアン（衣川里佳）、シンボリルドルフ（田所あずさ）、エアグルーヴ（青木瑠璃子）、ビワハヤヒデ（近藤唯）、マヤノトップガン（星谷美緒）、ミホノブルボン（長谷川育美）、ウイニングチケット（渡部優衣）、カワカミプリンセス（高橋花林）、スイープトウショウ（杉浦しおり）、ナリタタイシン（渡部恵子）、ニシノフラワー（河井晴菜）、メジロドーベル（久保田ひかり） | 「うまぴょい伝説」 | ゲーム『ウマ娘 プリティーダービー』関連曲                                                                       |
| 2021年9月22日  | ウマ娘 プリティーダービー WINNING LIVE 02                                                                  | ダイワスカーレット（木村千咲）、ミホノブルボン（長谷川育美）、マヤノトップガン（星谷美緒）、エアグルーヴ（青木瑠璃子）、シンボリルドルフ（田所あずさ）、ナリタブライアン（衣川里佳）、テイエムオペラオー（徳井青空）、グラスワンダー（前田玲奈） | 「Never Looking Back」 | ゲーム『ウマ娘 プリティーダービー』関連曲                                                                       |
| 2022年2月9日   | ウマ娘 プリティーダービー WINNING LIVE 03                                                                  | タイキシャトル（大坪由佳）、ミホノブルボン（長谷川育美）、ライスシャワー（石見舞菜香）、ハルウララ（首藤志奈）、マチカネフクキタル（新田ひより） | 「WINnin' 5 -ウイニング☆ファイヴ-」 | ゲーム『ウマ娘 プリティーダービー』関連曲                                                                       |
| 2022年2月9日   | ウマ娘 プリティーダービー WINNING LIVE 03                                                                  | サイレンススズカ（高野麻里佳）、タイキシャトル（大坪由佳）、アグネスデジタル（鈴木みのり）、ミホノブルボン（長谷川育美）、ライスシャワー（石見舞菜香）、アグネスタキオン（上坂すみれ）、シンコウウインディ（高田憂希）、スマートファルコン（大和田仁美）、ハルウララ（首藤志奈）、マチカネフクキタル（新田ひより）、メジロドーベル（久保田ひかり）、キングヘイロー（佐伯伊織） | 「うまぴょい伝説」 | ゲーム『ウマ娘 プリティーダービー』関連曲                                                                       |
| 2022年7月6日   | くノ一ツバキの胸の内 あかね組音楽集                                                                        | シオン（長谷川育美）、スズラン（遠野ひかる）、アジサイ（古賀葵） | 「あかね組活動日誌 〜丑班〜」 | テレビアニメ『くノ一ツバキの胸の内』エンディングテーマ                                                          |
| 2022年7月6日   | くノ一ツバキの胸の内 あかね組音楽集                                                                        | あかね組ねうしとらうたつみうまひつじさるとりいぬい | 「あかね組活動日誌 〜ねうしとらうたつみうまひつじさるとりいぬい大集合！〜」 | テレビアニメ『くノ一ツバキの胸の内』エンディングテーマ                                                          |
| 2022年10月4日  | ウマ娘 プリティーダービー Solo Vocal Tracks Vol.5 －4th EVENT SPECIAL DREAMERS!! EXTRA STAGE－             | ミホノブルボン（長谷川育美） | 「We are DREAMERS!!（Game Size）」 「笑顔の宝物 -Beyond The Future!-（Game Size）」 | ゲーム『ウマ娘 プリティーダービー』関連曲                                                                       |
| 2022年10月12日 | 青春コンプレックス                                                                                         | 結束バンド | 「青春コンプレックス」 | テレビアニメ『ぼっち・ざ・ろっく！』オープニングテーマ                                                          |
| 2022年10月12日 | 青春コンプレックス                                                                                         | 結束バンド | 「ひとりぼっち東京」 | テレビアニメ『ぼっち・ざ・ろっく！』関連曲                                                                      |
| 2022年12月21日 | ポプテピピック ALL TIME BEST 3                                                                             | ポプ子（石見舞菜香）、ピピ美（長谷川育美） | 「脊髄ぶっこ抜き音頭（女性ver.）」 | テレビアニメ『ポプテピピック TVアニメーション作品第二シリーズ』挿入歌                                           |
| 2022年12月21日 | ポプテピピック ALL TIME BEST 3                                                                             | ポプ子（石見舞菜香）、ピピ美（長谷川育美） | 「仲良ピース（女性ver.）」 「仲良ピース（超予算勇者★グレートバリバリピピック MIX）」 「仲良ピース（Dance Rock MIX）」 「仲良ピース（Sweet Pop MIX）」 「仲良ピース（葛飾出身 MIX）」 「仲良ピース（B-side MIX）」 | テレビアニメ『ポプテピピック TVアニメーション作品第二シリーズ』エンディングテーマ                               |
| 2022年12月28日 | ウマ娘 プリティーダービー WINNING LIVE 09                                                                  | トウカイテイオー（Machico）、オグリキャップ（高柳知葉）、ウオッカ（大橋彩香）、タイキシャトル（大坪由佳）、エルコンドルパサー（髙橋ミナミ）、テイエムオペラオー（徳井青空）、ナリタブライアン（衣川里佳）、エアグルーヴ（青木瑠璃子）、タマモクロス（大空直美）、ビワハヤヒデ（近藤唯）、マヤノトップガン（星谷美緒）、ミホノブルボン（長谷川育美）、イナリワン（井上遥乃）、キタサンブラック（矢野妃菜喜） | 「Ms. VICTORIA」 | ゲーム『ウマ娘 プリティーダービー』関連曲                                                                       |
| 2022年12月28日 | ウマ娘 プリティーダービー WINNING LIVE 09                                                                  | トウカイテイオー（Machico）、オグリキャップ（高柳知葉）、ウオッカ（大橋彩香）、タイキシャトル（大坪由佳）、エルコンドルパサー（髙橋ミナミ）、テイエムオペラオー（徳井青空）、ナリタブライアン（衣川里佳）、エアグルーヴ（青木瑠璃子）、タマモクロス（大空直美）、ビワハヤヒデ（近藤唯）、マヤノトップガン（星谷美緒）、ミホノブルボン（長谷川育美）、イナリワン（井上遥乃）、スマートファルコン（大和田仁美）、キタサンブラック（矢野妃菜喜）、コパノリッキー（稲垣好）、ホッコータルマエ（菊池紗矢香）、ワンダーアキュート（須藤叶希） | 「うまぴょい伝説」 | ゲーム『ウマ娘 プリティーダービー』関連曲                                                                       |
| 2022年12月28日 | 結束バンド                                                                                                 | 結束バンド | 「Distortion!!」 | テレビアニメ『ぼっち・ざ・ろっく！』エンディングテーマ                                                          |
| 2022年12月28日 | 結束バンド                                                                                                 | 結束バンド | 「ギターと孤独と蒼い惑星」 「あのバンド」 「忘れてやらない」 「星座になれたら」 | テレビアニメ『ぼっち・ざ・ろっく！』挿入歌                                                                      |
| 2022年12月28日 | 結束バンド                                                                                                 | 結束バンド | 「ひみつ基地」 「ラブソングが歌えない」 「小さな海」 「フラッシュバッカー」 | テレビアニメ『ぼっち・ざ・ろっく！』関連曲                                                                      |
| 2023年5月10日  | 推しが武道館いってくれたら死ぬ コンプリートボーカルアルバム「きみのために生きてる」                        | ChamJam | 「Aster wish」 | テレビアニメ『推しが武道館いってくれたら死ぬ』関連曲                                                            |
| 2023年5月24日  | 光の中へ                                                                                                   | 結束バンド | 「光の中へ」 | テレビアニメ『ぼっち・ざ・ろっく！』関連曲                                                                      |
| 2023年5月24日  | 光の中へ                                                                                                   | 結束バンド | 「青い春と西の空」 | テレビアニメ『ぼっち・ざ・ろっく！』関連曲                                                                      |
| 2023年5月24日  | TVアニメ『ワールドダイスター』オープニング/エンディングテーマ ワナビスタ！/トゥ・オブ・アス                | 鳳ここな（石見舞菜香）、静香（長谷川育美）、カトリナ・グリーベル（天城サリー）、新妻八恵（長縄まりあ）、柳場ぱんだ（大空直美）、流石知冴（佐々木李子） | 「ワナビスタ！」 | テレビアニメ『ワールドダイスター』オープニングテーマ                                                            |
| 2023年5月24日  | TVアニメ『ワールドダイスター』オープニング/エンディングテーマ ワナビスタ！/トゥ・オブ・アス                | 鳳ここな（石見舞菜香）、静香（長谷川育美） | 「トゥ・オブ・アス」 | テレビアニメ『ワールドダイスター』エンディングテーマ                                                            |
| 2023年6月28日  | TVアニメ『ワールドダイスター』劇中歌アルバム                                                               | 鳳ここな（石見舞菜香）、静香（長谷川育美） | 「勿忘唄」 | テレビアニメ『ワールドダイスター』関連曲                                                                        |
| 2023年8月30日  | Brand-new Best Friend                                                                                      | 武堂吉音（長谷川育美） | 「Brand-new Best Friend」 | Webアニメ『幼女社長R』関連曲                                                                                    |
| 2023年9月16日  | ウマ娘 プリティーダービー Solo Vocal Tracks Vol.7 5th EVENT ARENA TOUR GO BEYOND -GAZE-                    | ミホノブルボン（長谷川育美） | 「Ms. VICTORIA（Game Size）」 「DRAMATIC JOURNEY（Game Size）」 | ゲーム『ウマ娘 プリティーダービー』関連曲                                                                       |
| 2023年10月12日 | Polaris in the Night                                                                                       | シャドウガーデンナンバーズ | 「Polaris in the Night」 | テレビアニメ『陰の実力者になりたくて! 2nd season』エンディングテーマ                                            |
| 2023年10月25日 | メメントモリ Lament Collection Vol.1                                                                       | ソフィア（長谷川育美） | 「傘はささなくてもいい」 | ゲーム『メメントモリ』関連曲                                                                                    |
| 2023年11月13日 | 夢のステラリウム                                                                                           | 鳳ここな（石見舞菜香）、静香（長谷川育美）、カトリナ・グリーベル（天城サリー）、新妻八恵（長縄まりあ）、柳場ぱんだ（大空直美）、流石知冴（佐々木李子）、千寿暦（鳥部万里子）、ラモーナ・ウォルフ（田中美海）、王雪（花井美春）、リリヤ・クルトベイ（安齋由香里）、与那国緋花里（下地紫野）、千寿いろは（岡咲美保）、白丸美兎（近藤玲奈）、阿岐留カミラ（若井友希）、猫足蕾（芹澤優）、本巣叶羽（赤尾ひかる）、連尺野初魅（葵井歌菜）、烏森大黒（Lynn）、舎人仁花子（斉藤朱夏）、萬容（山村響）、筆島しぐれ（吉岡麻耶） | 「夢のステラリウム」 | ゲーム『ワールドダイスター 夢のステラリウム』関連曲                                                             |
| 2024年1月10日  | TVアニメ『ウマ娘 プリティーダービー Season 3』ANIMATION DERBY Season 3 vol.3 Original Sound Track          | キタサンブラック（矢野妃菜喜）、サトノダイヤモンド（立花日菜）、サトノクラウン（鈴代紗弓）、シュヴァルグラン（夏吉ゆうこ）、サウンズオブアース（MAKIKO）、ドゥラメンテ（秋奈）、トウカイテイオー（Machico）、メジロマックイーン（大西沙織）、ゴールドシップ（上田瞳）、スペシャルウィーク（和氣あず未）、サイレンススズカ（高野麻里佳）、ウオッカ（大橋彩香）、ダイワスカーレット（木村千咲）、ナイスネイチャ（前田佳織里）、ツインターボ（花井美春）、イクノディクタス（田澤茉純）、マチカネタンホイザ（遠野ひかる）、ロイスアンドロイス（田辺留依）、ヴィルシーナ（奥野香耶）、ヴィブロス（伊藤彩沙）、シンボリルドルフ（田所あずさ）、エアグルーヴ（青木瑠璃子）、ミホノブルボン（長谷川育美）、ライスシャワー（石見舞菜香）、サクラバクシンオー（三澤紗千香）、トーセンジョーダン（鈴木絵理）、マチカネフクキタル（新田ひより）、メイショウドトウ（和多田美咲）、メジロパーマー（のぐちゆり）、ダイタクヘリオス（山根綺）、コパノリッキー（稲垣好）                                                                                            | 「うまぴょい伝説」 | テレビアニメ『ウマ娘 プリティーダービー Season 3』エンディングテーマ                                            |
| 2024年6月19日  | 『声優ラジオのウラオモテ』キャラソン・アルバム“「夕陽と〜」「やすみの〜」「コーコーセーミュージック〜！」” | ハートタルト | 「さくらいろ」 | テレビアニメ『声優ラジオのウラオモテ』挿入歌                                                                    |
| 2024年6月19日  | 『声優ラジオのウラオモテ』キャラソン・アルバム“「夕陽と〜」「やすみの〜」「コーコーセーミュージック〜！」” | ハートタルト | 「揺れ恋ゆららか！」 | テレビアニメ『声優ラジオのウラオモテ』関連曲                                                                    |
| 2024年6月19日  | 『声優ラジオのウラオモテ』キャラソン・アルバム“「夕陽と〜」「やすみの〜」「コーコーセーミュージック〜！」” | 桜並木乙女（長谷川育美） | 「さくらいろ」 | テレビアニメ『声優ラジオのウラオモテ』関連曲                                                                    |
| 2024年6月26日  | ウマ娘 プリティーダービー WINNING LIVE 19                                                                  | ネオ・ネオユニヴァース（白石晴香）、ネオ・アグネスタキオン（上坂すみれ）、ヴィブロス・ネオ（伊藤彩沙）、ネオ・アドマイヤベガ（咲々木瞳）、ミホノブルボンSJ（長谷川育美）、ハロン（咲々木瞳） | 「宇宙走娘<コスモピュエラ> 銀河冒険譚」 | ゲーム『ウマ娘 プリティーダービー』関連曲                                                                       |
| 2024年6月26日  | ウマ娘 プリティーダービー WINNING LIVE 19                                                                  | ネオ・ネオユニヴァース（白石晴香）、ネオ・アグネスタキオン（上坂すみれ）、ヴィブロス・ネオ（伊藤彩沙）、ネオ・アドマイヤベガ（咲々木瞳）、ミホノブルボンSJ（長谷川育美） | 「宇宙走娘<コスモピュエラ> 銀河冒険譚 -セリフハナイヤツダロン-」 | ゲーム『ウマ娘 プリティーダービー』関連曲                                                                       |
| 2024年6月26日  | ウマ娘 プリティーダービー WINNING LIVE 19                                                                  | マンハッタンカフェ（小倉唯）、ミホノブルボン（長谷川育美）、アグネスタキオン（上坂すみれ）、アドマイヤベガ（咲々木瞳）、ヴィブロス（伊藤彩沙）、ダンツフレーム（福嶋晴菜）、ジャングルポケット（藤本侑里）、スティルインラブ（宮下早紀）、ネオユニヴァース（白石晴香）、ラインクラフト（小島菜々恵）、シーザリオ（佐藤榛夏）、エアメサイア（根本優奈）、デアリングハート（希水しお） | 「うまぴょい伝説」 | ゲーム『ウマ娘 プリティーダービー』関連曲                                                                       |
| 2024年6月26日  | ゲームアプリ『ワールドダイスター 夢のステラリウム』VocalAlbum Vol.4「シリウスの輝きのように」              | 鳳ここな（石見舞菜香）、静香（長谷川育美）、カトリナ・グリーベル（天城サリー）、新妻八恵（長縄まりあ）、柳場ぱんだ（大空直美）、流石知冴（佐々木李子） | 「シリウスの輝きのように」 「夢のステラリウム」 | ゲーム『ワールドダイスター 夢のステラリウム』関連曲                                                             |
| 2024年6月26日  | ゲームアプリ『ワールドダイスター 夢のステラリウム』VocalAlbum Vol.4「シリウスの輝きのように」              | 鳳ここな（石見舞菜香）、静香（長谷川育美） | 「Binary Star」 | ゲーム『ワールドダイスター 夢のステラリウム』関連曲                                                             |
| 2024年6月26日  | ゲームアプリ『ワールドダイスター 夢のステラリウム』VocalAlbum Vol.4「シリウスの輝きのように」              | カトリナ・グリーベル（天城サリー）、鳳ここな（石見舞菜香）、静香（長谷川育美） | 「HAPPY NEW SHOW TIME!」 | ゲーム『ワールドダイスター 夢のステラリウム』関連曲                                                             |
| 2024年6月26日  | ゲームアプリ『ワールドダイスター 夢のステラリウム』VocalAlbum Vol.4「シリウスの輝きのように」              | 静香（長谷川育美）、鳳ここな（石見舞菜香） | 「フタリノスタルジア」 | ゲーム『ワールドダイスター 夢のステラリウム』関連曲                                                             |
| 2024年6月26日  | ミステリアスソーダ                                                                                         | 魚州セツナ（長谷川育美） | 「vividへ沈みゆく」 | ゲーム『De:Lithe Last Memories』関連曲                                                                          |
| 2024年7月3日   | 弱キャラ友崎くん 2nd STAGE BD・DVD第2巻 特典CD                                                             | 七海みなみ（長谷川育美）、菊池風香（茅野愛衣） | 「つづきから」 | テレビアニメ『弱キャラ友崎くん 2nd STAGE』関連曲                                                                |
| 2024年7月9日   | 真夜中ぱんチ テーマソングデジタルシングル                                                                  | 真咲（長谷川育美） | 「編集点」 | テレビアニメ『真夜中ぱんチ』エンディングテーマ                                                                  |
| 2024年8月14日  | Re:結束バンド                                                                                              | 結束バンド | 「月並みに輝け」 | 『劇場総集編ぼっち・ざ・ろっく！ Re:』オープニングテーマ                                                        |
| 2024年8月14日  | Re:結束バンド                                                                                              | 結束バンド | 「今、僕、アンダーグラウンドから」 | 『劇場総集編ぼっち・ざ・ろっく！ Re:』エンディングテーマ                                                        |
| 2024年8月14日  | Re:結束バンド                                                                                              | 結束バンド | 「ドッペルゲンガー」 | 『劇場総集編ぼっち・ざ・ろっく！ Re:Re:』オープニングテーマ                                                     |
| 2024年8月14日  | Re:結束バンド                                                                                              | 結束バンド | 「僕と三原色」 「秒針少女」 | テレビアニメ『ぼっち・ざ・ろっく！』関連曲                                                                      |
| 2024年9月19日  | GINKA 特装版特典 サウンドトラックCD                                                                        | 四ノ宮銀花（長谷川育美） | 「Star Trail」 | ゲーム『GINKA』オープニングテーマ                                                                               |
| 2024年10月24日 | カルドアンシェル パッケージ限定版付属サウンドトトラックCD                                                  | RiTa（長谷川育美） | 「Breaking the World」 | ゲーム『カルドアンシェル』関連曲                                                                                |
| 2024年11月6日  | We will | 結束バンド［喜多郁代（長谷川育美）］ | 「milky way」 | テレビアニメ『ぼっち・ざ・ろっく！』関連曲                                                                      |
| 2024年12月25日 | きらら トリビュート コレクション 結束バンドの歌ってみた                                                    | 喜多郁代（長谷川育美） | 「Won(*3*)Chu KissMe!」 | テレビアニメ『ぼっち・ざ・ろっく！』関連曲                                                                      |
| 2024年12月29日 | 好き好き好きが好きなだけ/青と親友                                                                          | ユリィシア（長谷川育美） | 「好き好き好きが好きなだけ」 | ゲーム『ホーリーアンデッド 〜非モテでぼっちの死霊術士が、聖女に転生してお友達を増やします〜』オープニングテーマ |
| 2024年12月29日 | 好き好き好きが好きなだけ/青と親友                                                                          | ユリィシア（長谷川育美） | 「青と親友」 | ゲーム『ホーリーアンデッド 〜非モテでぼっちの死霊術士が、聖女に転生してお友達を増やします〜』エンディングテーマ |
| 2025年1月26日  | Worlds Dye Star                                                                                            | シリウス、銀河座、Eden、劇団電姫 | 「Worlds Dye Star」 | ゲーム『ワールドダイスター 夢のステラリウム』関連曲                                                             |
| 2025年2月17日  | World's End Century                                                                                        | void feat. Q.E.D.（長谷川育美） | 「World's End Century」 | ゲーム『デュエル・マスターズ プレイス』関連曲                                                                   |
| 2025年3月5日   | ゲームアプリ『ワールドダイスター 夢のステラリウム』Vocal Album Vol.5「シリウスの輝きのように Act-2」       | 静香（長谷川育美） | 「I Wanna」 「Wish upon a star」 | ゲーム『ワールドダイスター 夢のステラリウム』関連曲                                                             |
| 2025年3月5日   | ゲームアプリ『ワールドダイスター 夢のステラリウム』Vocal Album Vol.5「シリウスの輝きのように Act-2」       | 鳳ここな（石見舞菜香）、静香（長谷川育美） | 「Sweet Memories」 | ゲーム『ワールドダイスター 夢のステラリウム』関連曲                                                             |
| 2025年3月5日   | ゲームアプリ『ワールドダイスター 夢のステラリウム』Vocal Album Vol.5「シリウスの輝きのように Act-2」       | 鳳ここな（石見舞菜香）、静香（長谷川育美）、カトリナ・グリーベル（天城サリー)、新妻八恵（長縄まりあ）、柳場ぱんだ（大空直美）、流石知冴（佐々木李子） | 「Worlds Dye Star」 | ゲーム『ワールドダイスター 夢のステラリウム』関連曲                                                             |
| 2025年4月8日   | POP☆STEP                                                                                                   | ポップ☆ステップ（長谷川育美） | 「POP☆STEP」 | テレビアニメ『ヴィジランテ-僕のヒーローアカデミア ILLEGALS-』関連曲                                             |
| 2025年4月9日   | ウマ娘 プリティーダービー WINNING LIVE 26                                                                  | ミホノブルボン（長谷川育美） | 「Absolute Faith」 | ゲーム『ウマ娘 プリティーダービー』関連曲                                                                       |
| 2025年4月9日   | ウマ娘 プリティーダービー WINNING LIVE 26                                                                  | ウマ娘 | 「うまぴょい伝説」 | ゲーム『ウマ娘 プリティーダービー』関連曲                                                                       |
| 2025年4月16日  | ボールパークでShake! Don't Shake!                                                                          | ルリコ（ファイルーズあい）、こひなた（内田真礼）、アオナ（長谷川育美）、こころ（瀬戸桃子）、サラ（相良茉優） | 「ボールパークでShake! Don't Shake!」 | テレビアニメ『ボールパークでつかまえて!』エンディングテーマ                                                     |
| 2025年4月22日  | Looking for you                                                                                            | ポップ☆ステップ（長谷川育美） | 「Looking for you」 | テレビアニメ『ヴィジランテ-僕のヒーローアカデミア ILLEGALS-』関連曲                                             |
| 2025年5月28日  | プリンセスコネクト！Re:Dive PRICONNE CHARACTER SONG 48                                                     | クローチェ（長谷川育美） | 「AIだ！勇気だ！ギガンティックローチェ」 | ゲーム『プリンセスコネクト！Re:Dive』挿入歌                                                                     |
| 2025年6月24日  | My☆Hero | ポップ☆ステップ（長谷川育美） | 「My☆Hero」 | テレビアニメ『ヴィジランテ-僕のヒーローアカデミア ILLEGALS-』関連曲                                             |
| 2025年7月15日  | 楽園夢遊戯                                                                                                 | 浮波柚葉（長谷川育美） | 「楽園夢遊戯」 | ゲーム『ゼンレスゾーンゼロ』関連曲                                                                              |

### その他参加作品
| 発売日        | 商品名                    | 歌         | 楽曲                                | 備考                                                       |
| ------------- | ------------------------- | ---------- | ----------------------------------- | ---------------------------------------------------------- |
| 2024年5月29日 | CrosSing Collection vol.4 | 長谷川育美 | 「カタオモイ」 「Don't say "lazy"」 | カバーソングプロジェクト『CrosSing - Music＆Voice-』関連曲 |